# Qipan (sockenhuvudort i Kina, Hubei Sheng, lat 29,75, long 113,15)
Qipan (kinesiska: 棋盘, 棋盘乡) är en sockenhuvudort i Kina. Den ligger i provinsen Hubei, i den centrala delen av landet, omkring 140 kilometer sydväst om provinshuvudstaden Wuhan. Antalet invånare är 30 256. Befolkningen består av 14 228 kvinnor och 16 028 män. Barn under 15 år utgör 20,0 %, vuxna 15-64 år 66 %, och äldre över 65 år 12,0 %.
Runt Qipan är det mycket tätbefolkat, med 1 819 invånare per kvadratkilometer. Närmaste större samhälle är Zhuhe, 3,2 km sydväst om Qipan. Trakten runt Qipan består huvudsakligen av våtmarker.
Genomsnittlig årsnederbörd är 1 758 millimeter. Den regnigaste månaden är maj, med i genomsnitt 229 mm nederbörd, och den torraste är december, med 39 mm nederbörd.